# Codex Reina
Codex Reina – kolekcja manuskryptów zawierająca około 200 pieśni świeckich z okresu włoskiego Trecento, XIV-wiecznej Francji oraz wczesnego stylu Dufay. Stworzony na przełomie XIV i XV wieku przez kilku kopistów z północnych Włoch, prawdopodobnie z Padwy. Swoją nazwę zawdzięcza od nazwiska żyjącego w XIX wieku właściciela zbioru. Obecnie znajduje się w Paryżu we Francuskiej Bibliotece Narodowej.